# La guerra i el somni de Momi
La guerra i el somni de Momi (italià: La guerra ed il sogno di Momi) és un migmetratge mut italià de 1917, que inclou algunes seqüències d'escamoteig de titelles; una de les primeres pel·lícules italianes que va utilitzar tècniques d'animació per a efectes especials. Els intertítols han estat traduïts al català.

## Història
La pel·lícula es considera ara una obra mestra del stop-motion pel mag d'efectes especials Segundo de Chomón. El tema i la tècnica utilitzada tenen el seu precedent a la pel·lícula Il sogno del bimbo d'Italia, dirigida l'any 1915 per Riccardo Cassano, que explica la història semblant d'un nen amb el seu pare en guerra, que en un somni veu com soldats de joguina cobren vida per recrear una escena de batalla.
La pel·lícula va ser restaurada l'any 1991 pel Museo Nazionale del Cinema de Torí, a partir de còpies conservades a la Cineteca Italiana de Milà i al Museu de Torí.

## Trama
La petita Momi (interpretada segons les convencions de l'època per una nena, Stellina Toschi) viu en una casa còmoda i elegant amb la seva mare (Valentina Frascaroli) i el seu avi (Enrico Gemelli). El pare (Alberto Nepoti), un oficial de l'exèrcit italià, lluita a la Primera Guerra Mundial a les muntanyes de la frontera amb Àustria i manté el contacte amb la família per correspondència. L'avi de la Momi llegeix una de les cartes del seu pare al seu net, que conté la història d'en Berto (Luigi Petrungaro), un petit alpinista, i la seva mare (Gina Marangoni), involucrats en un violent xoc de guerra. Després de llegir la carta, la Momi s'adorm al sofà. En el somni, els seus titelles preferits, Trik i Trak, cobren vida i esdevenen protagonistes amb la resta de soldats en lluites i batalles, liderats pel valent pare, fins al triomf final. La pel·lícula acaba amb la Momi, la mare i l'avi reunits en pregària, invocant el retorn a casa del seu pare.

## Repartiment
- Luigi Petrungaro - Beto
- Alberto Nepoti - Pare de Momi
- Valentina Frascaroli - Mare de Momi
- Enrico Gemelli - Avi de Momi
- Stellina Toschi - Momi

## Galeria d'imatges

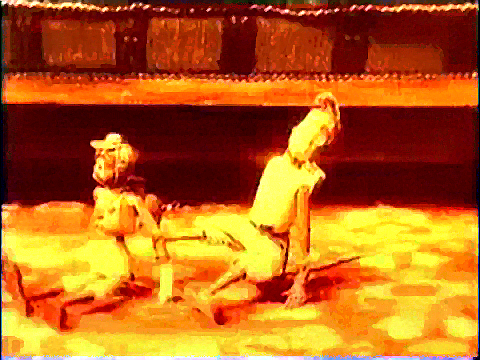
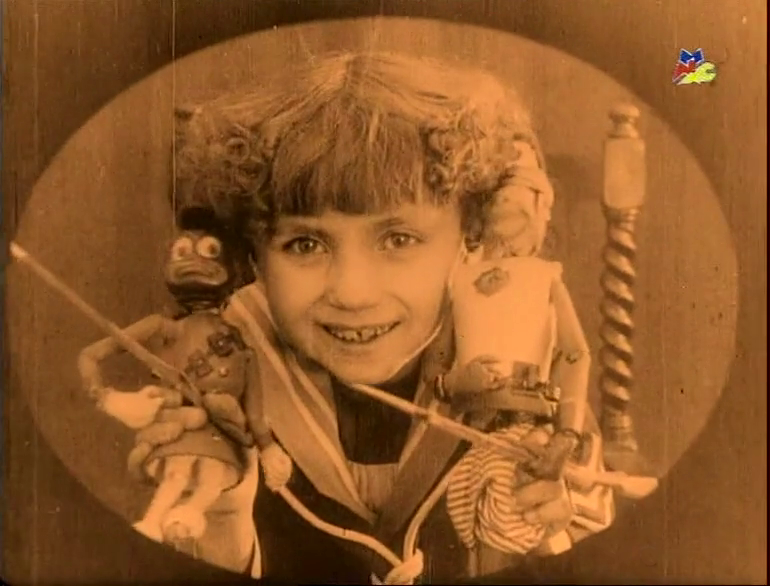